# Château-l'Hermitage
Pour les articles homonymes, voir Château (homonymie).
Château-l'Hermitage est une commune française, située dans le département de la Sarthe en région Pays de la Loire, peuplée de 255 habitants (les Castéliens).
La commune fait partie de la province historique du Maine, et se situe dans le Haut-Maine (Maine blanc).

## Géographie
Château-l'Hermitage est un village sarthois situé à 25 km au sud du Mans. Couvrant 939 hectares, son territoire est le moins étendu du canton de Pontvallain.
| Yvré-le-Pôlin | Saint-Ouen-en-Belin  | Saint-Biez-en-Belin |
| Requeil       | Château-l'Hermitage  | Pontvallain         |
| Requeil       | Requeil, Pontvallain | Pontvallain         |

### Climat
Pour des articles plus généraux, voir Climat des Pays de la Loire et Climat de la Sarthe.
En 2010, le climat de la commune est de type climat océanique dégradé des plaines du Centre et du Nord, selon une étude du CNRS s'appuyant sur une série de données couvrant la période 1971-2000. En 2020, Météo-France publie une typologie des climats de la France métropolitaine dans laquelle la commune est exposée à un climat océanique et est dans la région climatique  Moyenne vallée de la Loire, caractérisée par une bonne insolation (1 850 h/an) et un été peu pluvieux. 
Pour la période 1971-2000, la température annuelle moyenne est de 11,2 °C, avec une amplitude thermique annuelle de 14,6 °C. Le cumul annuel moyen de précipitations est de 717 mm, avec 11,6 jours de précipitations en janvier et 6,5 jours en juillet. Pour la période 1991-2020, la température moyenne annuelle observée sur la station météorologique de Météo-France la plus proche, sur la commune de Luché-Pringé à 14 km à vol d'oiseau, est de 12,4 °C et le cumul annuel moyen de précipitations est de 658,2 mm,. Pour l'avenir, les paramètres climatiques de la commune estimés pour 2050 selon différents scénarios d'émission de gaz à effet de serre sont consultables sur un site dédié publié par Météo-France en novembre 2022.

## Urbanisme

### Typologie
Au 1er janvier 2024, Château-l'Hermitage est catégorisée commune rurale à habitat dispersé, selon la nouvelle grille communale de densité à sept niveaux définie par l'Insee en 2022.
Elle est située hors unité urbaine. Par ailleurs la commune fait partie de l'aire d'attraction du Mans, dont elle est une commune de la couronne,. Cette aire, qui regroupe 144 communes, est catégorisée dans les aires de 200 000 à moins de 700 000 habitants,.

### Occupation des sols
L'occupation des sols de la commune, telle qu'elle ressort de la base de données européenne d’occupation biophysique des sols Corine Land Cover (CLC), est marquée par l'importance des forêts et milieux semi-naturels (81,3 % en 2018), en augmentation par rapport à 1990 (79,8 %). La répartition détaillée en 2018 est la suivante : 
forêts (81,3 %), zones agricoles hétérogènes (6,9 %), terres arables (6,7 %), prairies (5,1 %). L'évolution de l’occupation des sols de la commune et de ses infrastructures peut être observée sur les différentes représentations cartographiques du territoire : la carte de Cassini (XVIIIe siècle), la carte d'état-major (1820-1866) et les cartes ou photos aériennes de l'IGN pour la période actuelle (1950 à aujourd'hui).

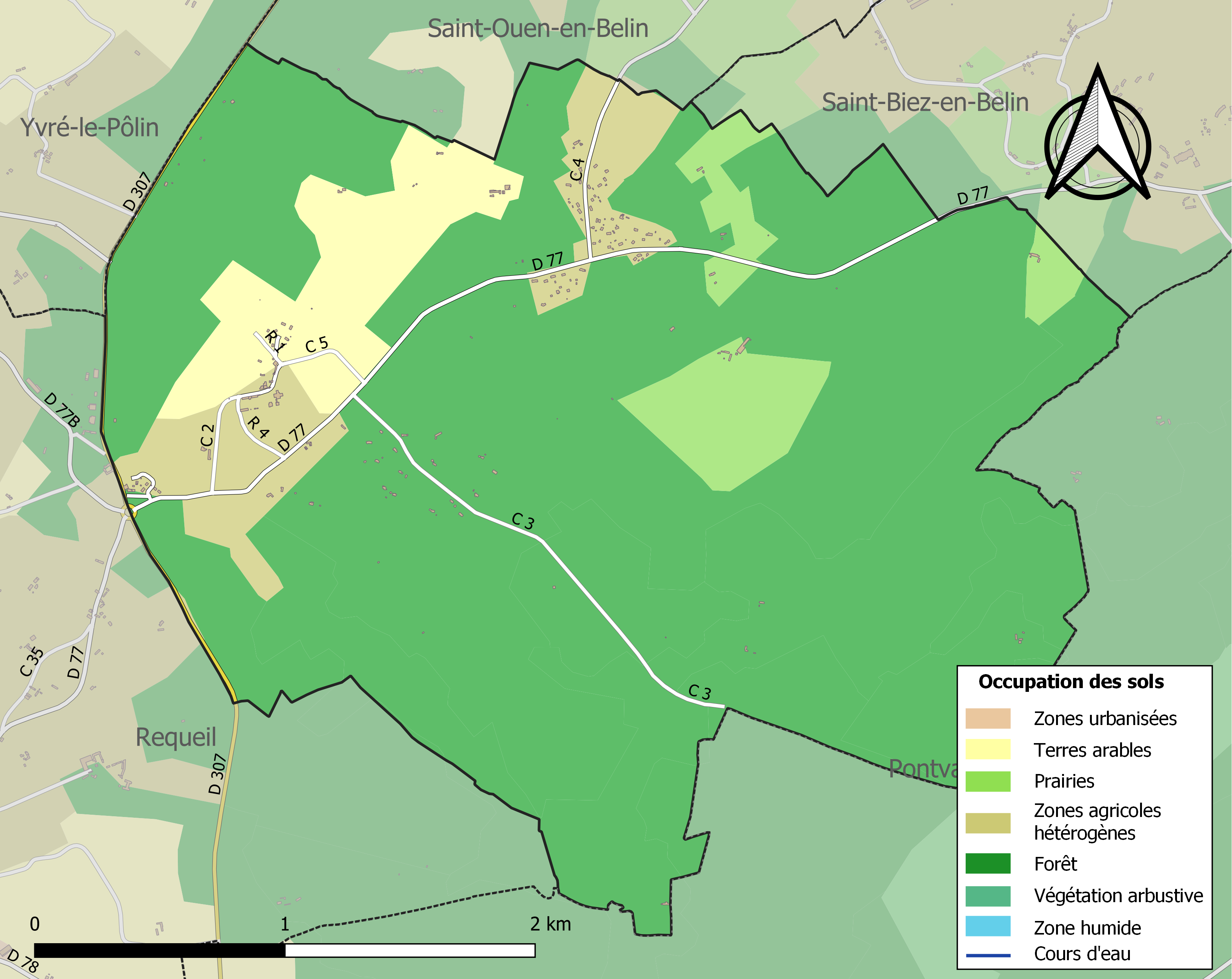
Carte des infrastructures et de l'occupation des sols de la commune en 2018 (CLC).

## Toponymie
La forme Castelliensis eccl. est attestée en 1144. Le toponyme est dû à un ermitage qui y fut fondé au Moyen Âge.

## Histoire
L'histoire du village est intimement liée à celle de son prieuré conventuel.

## Politique et administration
| Période                                  | Période    | Identité              | Étiquette | Qualité                  |
| ---------------------------------------- | ---------- | --------------------- | --------- | ------------------------ |
| ?                                        | ?          | Jean-François Paquin  | GE        |                          |
| avant 1981                               | 1983       | Alfred Bouhours       | PCF       |                          |
| 1983                                     | mars 2001  | Jean-François Cointre |           | Psychomotricien          |
| mars 2001                                | mars 2008  | Philippe Touchard     |           |                          |
| mars 2008                                | avril 2018 | Jean-François Cointre | SE        | Psychomotricien retraité |
| juin 2018                                | En cours   | Jean-Luc Loriot       | SE        |                          |
| Les données manquantes sont à compléter. |            |                       |           |                          |

Le conseil municipal est composé de onze membres dont le maire et trois adjoints.

## Démographie
L'évolution du nombre d'habitants est connue à travers les recensements de la population effectués dans la commune depuis 1793. Pour les communes de moins de 10 000 habitants, une enquête de recensement portant sur toute la population est réalisée tous les cinq ans, les populations de référence des années intermédiaires étant quant à elles estimées par interpolation ou extrapolation. Pour la commune, le premier recensement exhaustif entrant dans le cadre du nouveau dispositif a été réalisé en 2007.
En 2022, la commune comptait 255 habitants, en évolution de −3,04 % par rapport à 2016 (Sarthe : −0,25 %, France hors Mayotte : +2,11 %).
Château-l'Hermitage a compté jusqu'à 266 habitants en 1841. Elle est la commune la moins peuplée du canton de Pontvallain.
| 1793 | 1800 | 1806 | 1821 | 1831 | 1836 | 1841 | 1846 | 1851 |
| ---- | ---- | ---- | ---- | ---- | ---- | ---- | ---- | ---- |
| 215  | 215  | 214  | 253  | 220  | 246  | 266  | 245  | 243  |

| 1856 | 1861 | 1866 | 1872 | 1876 | 1881 | 1886 | 1891 | 1896 |
| ---- | ---- | ---- | ---- | ---- | ---- | ---- | ---- | ---- |
| 250  | 219  | 226  | 214  | 190  | 184  | 180  | 172  | 158  |

| 1901 | 1906 | 1911 | 1921 | 1926 | 1931 | 1936 | 1946 | 1954 |
| ---- | ---- | ---- | ---- | ---- | ---- | ---- | ---- | ---- |
| 164  | 157  | 144  | 118  | 112  | 113  | 96   | 85   | 93   |

| 1962 | 1968 | 1975 | 1982 | 1990 | 1999 | 2006 | 2007 | 2012 |
| ---- | ---- | ---- | ---- | ---- | ---- | ---- | ---- | ---- |
| 91   | 77   | 66   | 102  | 106  | 118  | 197  | 209  | 270  |

| 2017 | 2022 | - | - | - | - | - | - | - |
| ---- | ---- | - | - | - | - | - | - | - |
| 254  | 255  | - | - | - | - | - | - | - |

## Lieux et monuments
- Prieuré de Château-l'Hermitage des XIIe, XIIIe, XVe et XVIe siècles, inscrit au titre des monuments historiques depuis 1926. La chapelle et les vestiges du cloître sont classés au titre des monuments historiques depuis 1964[24]. L'église Saint-Étienne renferme treize œuvres classées monuments historiques au titre d'objets[25].
- Source captée en contrebas du prieuré.

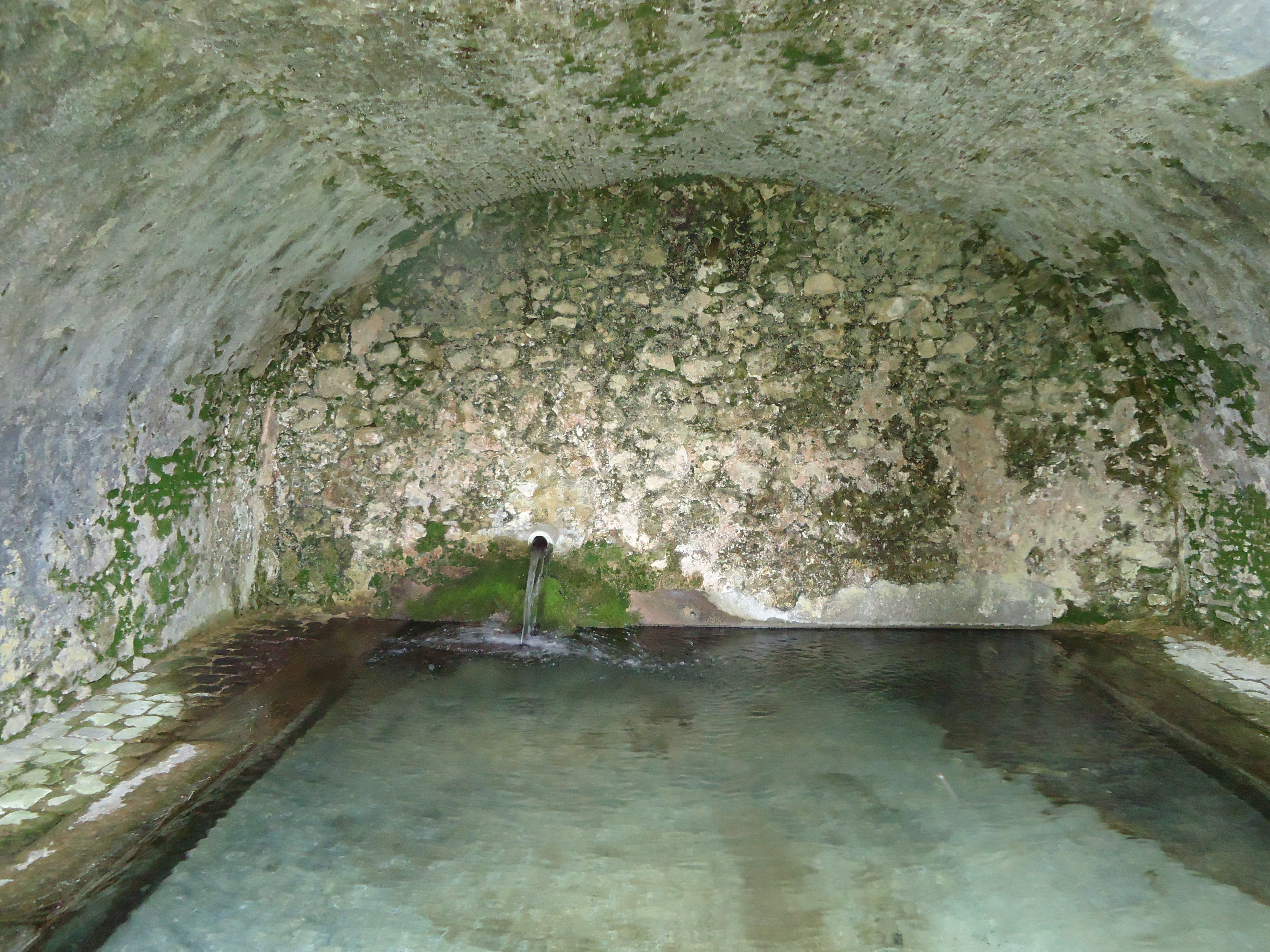
La source captée.
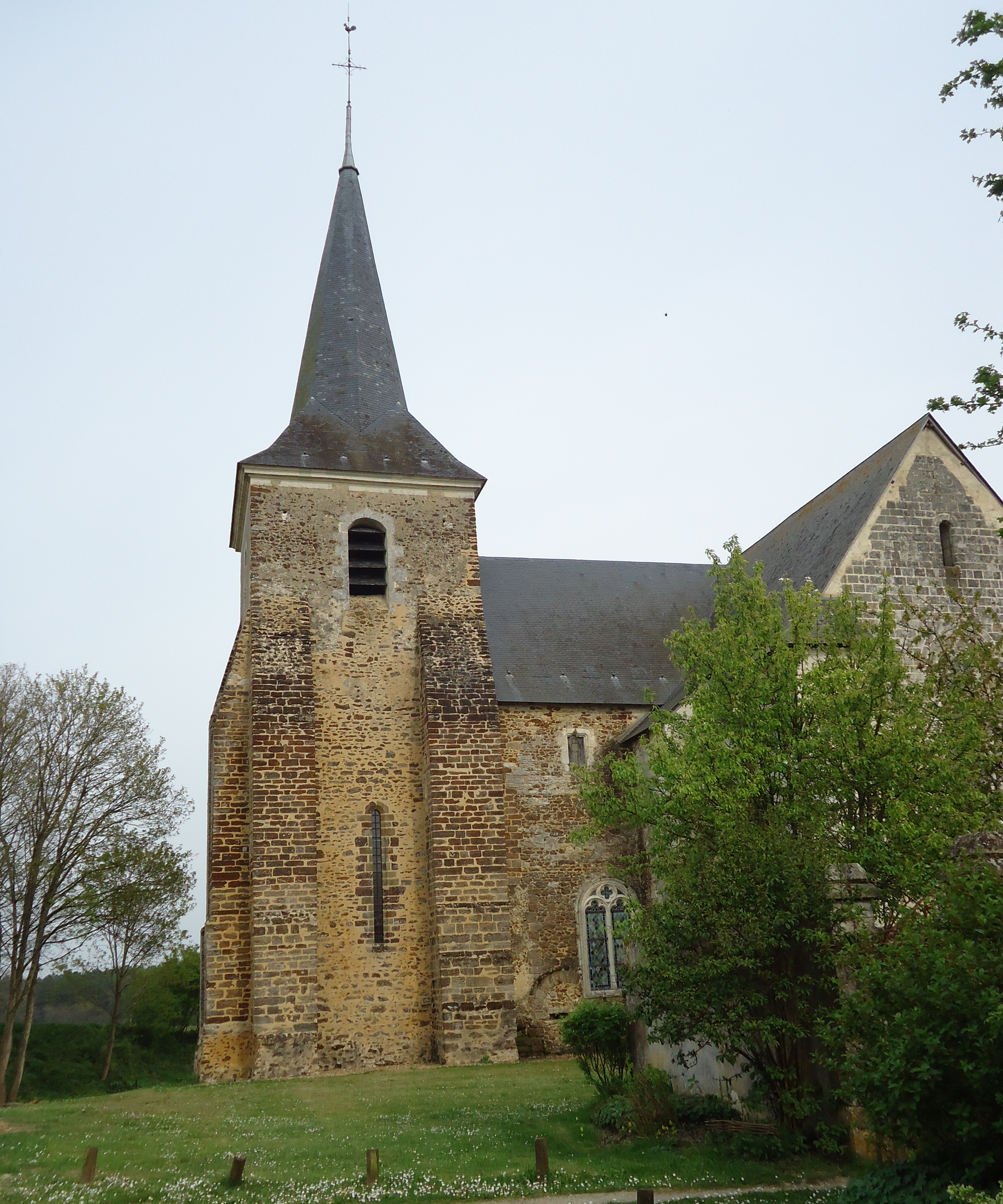
La chapelle du prieuré et l'église Saint-Étienne.
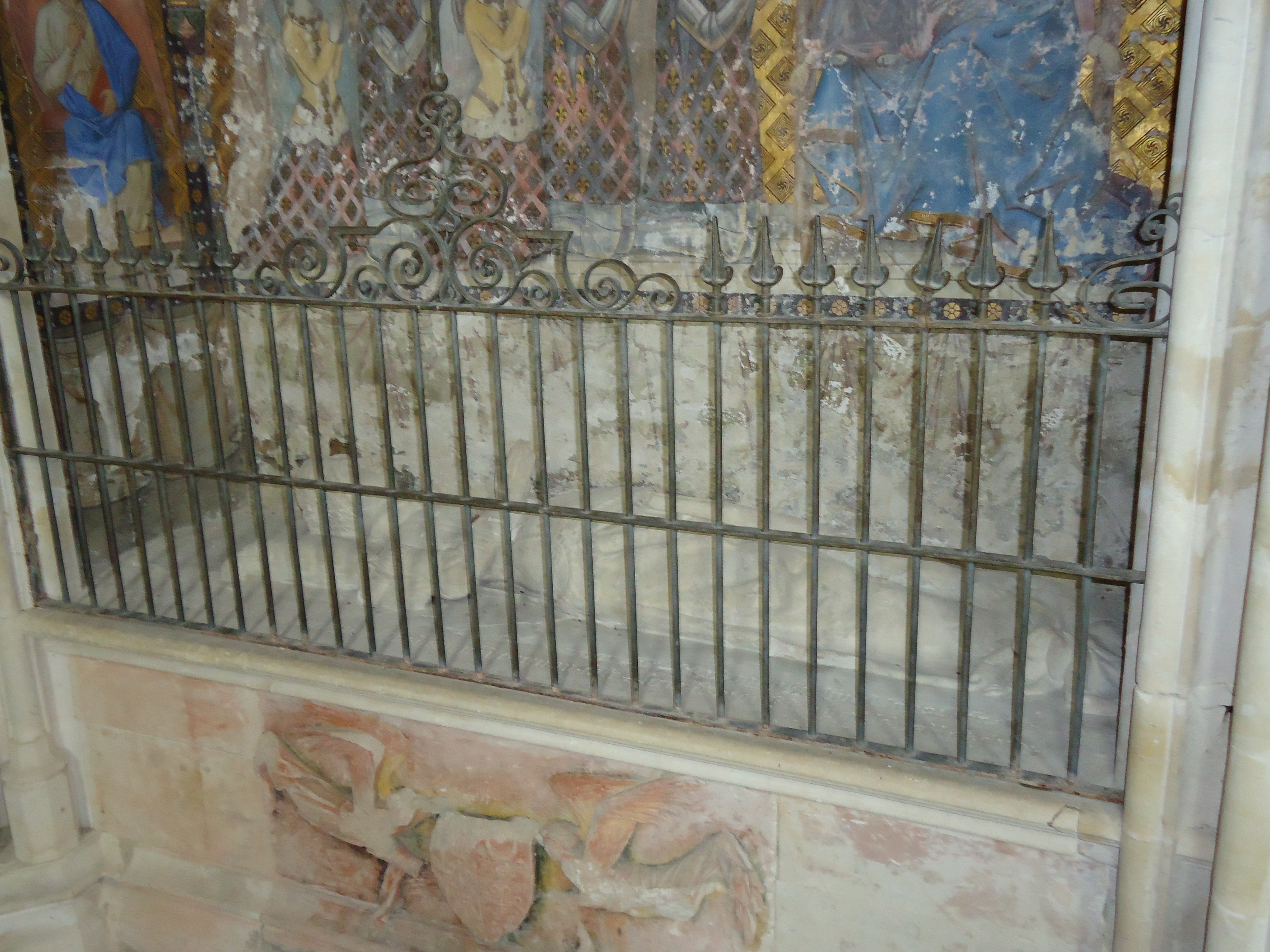
Le gisant de Marie-de-Bueil en l'église Saint-Étienne.

## Héraldique
| Blason de Château-l'Hermitage | Blason  | D'azur à trois fleurs de lys d'or accompagnées en abîme d'un château couvert, flanqué de deux tours couvertes, le tout d'or et girouetté d'argent. |
| Blason de Château-l'Hermitage | Détails | Le statut officiel du blason reste à déterminer.                                                                                                   |